# Христианство в Нидерландах
Христианство в Нидерландах — самая распространённая религия в стране.
По данным исследовательского центра Pew Research Center в 2010 году в Нидерландах проживало 8,5 млн христиан, которые составляли 51,2 % населения этой страны. Энциклопедия «Религии мира» Дж. Г. Мелтона оценивает долю христиан в 2010 году в 64,6 % (10,65 млн верующих).
Крупнейшими направлениями христианства в стране являются католицизм и протестантизм. В 2000 году в Нидерландах действовало 8,1 тыс. христианских церквей и мест богослужения, принадлежащих 210 различным христианским деноминациям.
Помимо голландцев, христианами также являются большинство живущих в стране фризов, фламандцев, англичан, поляков, цыган, испанцев, итальянцев, французов, американцев, португальцев, африканеров и др.
Христианские церкви Нидерландов участвуют в экуменическом движении, в стране действуют ряд экуменических организаций. Совет церквей Нидерландов был создан в 1968 году на базе ранее существовавшего Экуменического совета Нидерландов. С 1982 года в стране действует организация «Церкви вместе». Четыре голландские церкви (меннонитов, старокатоликов, протестантов и ремонстрантов) входят во Всемирный совет церквей. Консервативные евангельские церкви страны объединены в Евангелический альянс, связанный со Всемирным евангельским альянсом.